# Hugo Sabido
Hugo Manuel Sabido Madeira, conegut com a Hugo Sabido, (Oeiras, 14 de desembre de 1979) és un ciclista portuguès, professional des del 2001 fins al 2016. La victòria més important del seu palmarès és la Volta a l'Algarve de 2005.

## Palmarès
- 2002
  - Vencedor d'una etapa del Gran Premi Abimota
- 2003
  - Vencedor d'una etapa de la Volta a l'Alentejo
- 2004
  - Vencedor d'una etapa de la Volta a l'Alentejo
  - Vencedor d'una etapa de la Volta a Polònia
- 2005
  - 1r de la Volta a l'Algarve i vencedor d'una etapa
  - 1r Gran Premi Vinhos da Estremadura
- 2011
  - Vencedor d'una etapa de la Volta a Portugal
- 2013
  - Vencedor d'una etapa del Gran Premi Jornal de Noticias
- 2014
  - Vencedor d'una etapa de la Volta a les Terres de Santa Maria da Feira